# (21758) Adrianveres
(21758) Adrianveres (1999 RT196) – planetoida z pasa głównego asteroid okrążająca Słońce w ciągu 3,47 lat w średniej odległości 2,29 j.a. Odkryta 8 września 1999 roku.